# Салос Анастасія Максимівна
Анастасія Максимівна Салос (англ. Anastasiia Salos, нар. 18 лютого 2002, Барнаул, Росія) — білоруська гімнастка, що виступає в індивідуальній першості. Триразова бронзова призерка чемпіонатів світу, багаторазова призерка чемпіонатів Європи та кубків світу. Учасниця Олімпійських ігор в Токіо.

## Спортивна кар'єра
В чотирирічному віці почала займатися художньою гімнастикою в Барнаулі, Росія. В 2014 році переїхала в Мінськ тренуватися та виступати за Білорусь.

## Результати на турнірах
| Рік  | Змагання             | Команда | АП |   |   |   |   |
| ---- | -------------------- | ------- | -- | - | - | - | - |
| 2018 | Чемпіонат Європи     |         | 10 |   |   |   |   |
| 2018 | Чемпіонат світу      | 6       | 10 |   |   |   | 5 |
| 2019 | Чемпіонат Європи     |         |    | 5 | 5 | 4 |   |
| 2019 | Чемпіонат світу      | 3       | 14 | 8 |   |   | 7 |
| 2020 | Чемпіонат Європи     |         | 3  |   |   |   |   |
| 2021 | Кубок світу. Софія   |         | 4  | 2 | 5 |   | 2 |
| 2021 | Кубок світу. Ташкент |         | 3  | 3 | 5 |   | 4 |
| 2021 | Кубок світу. Песаро  |         | 5  | 4 | 4 |   | 8 |
| 2021 | Чемпіонат Європи     |         | 5  | 3 | 8 | 3 | 7 |
| 2021 | Олімпійські ігри     |         | 8  |   |   |   |   |
| 2021 | Чемпіонат світу      | 3       | 10 |   |   | 3 |   |